# نفیرواران
نفیرواران (نام علمی: Buccinoidea) نام یک بالاخانواده از راسته نوشکم‌پایان است.